# Бодеаса (Ботошани)
Бодеаса (рум. Bodeasa) насеље је у Румунији у округу Ботошани у општини Савени. Oпштина се налази на надморској висини од 97 m.

## Становништво
Према подацима из 2002. године у насељу је живело 465 становника, од којих су сви румунске националности.